# Platydracus stercorarius
Platydracus stercorarius (лат.) — вид жесткокрылых насекомых из семейства стафилиниды.

## Распространение
Распространён в Европе, Предкавказье (Дагестан и Краснодарский край) и Западной Сибири (Томская область).

## Описание
Жуки чёрной окраски с коричневыми надкрыльями длиной до 20 мм. Эвритопный вид, обитающий на пастбищах, в смешанных лесах и экотонах между ними. Плотоядный вид, встречающийся на поверхности и в верхних слоях почвы, в разлагающихся остатках и экскрементах. Один из главных врагов этого вида — хищный жук стафилин волосатый (Emus hirtus).